# 尖管吻鯰
尖管吻鯰是輻鰭魚綱鯰形目甲鯰科的其中一種。

## 分布
本魚分布於南美洲瓦倫西亞湖與Torito河流域。

## 特徵
本魚魚體修長，體色為褐色，沿側腹從吻突到尾鰭有一條深色條紋。腹部呈灰色，鰭條上有斑點。刺狀骨板遍布全身，成年雄魚的吻部有剛毛。體長可達16公分。

## 生態
本魚棲息河川底部，能與河床融合為一體，性情溫和，屬草食性。

## 經濟利用
為觀賞性魚類，能在魚缸中產卵，通常會將卵產在乾淨的堅硬體之上，並由雄魚守護。飼養時，應加給綠色植物，因為於缸中的藻類不能滿足牠們的需要。